# Slaget vid Huayang
Slaget vid Huayang (华阳之战; Huáyáng zhīzhàn) var ett militärt slag år 273 f.Kr. i Kina under tiden för De stridande staterna.
År 273 f.Kr. ingick staterna Wei och Zhao en militär allians. Under ledning av generalerna Mang Mao (芒卯) och Jia Yan (贾偃) attackerade alliansen staten Han, och belägrade dess huvudstad Huayang (dagens  Xinzheng i Henan). Staten Han sökte hjälp av den militärt kraftfulla staten Qin. 
Qin's Kung Zhaoxiang erbjöd först inte sitt stöd, men efter att representanter från Han lyckade övertyga den betydelsefulla ministern Wei Ran, bidrog Qin med militär hjälp. Qins styrka leddes av den ökända generalen Bai Qi (白起), generalen Hu Shang  (胡伤) (underställd Bai Qi) och Wei Ran (魏冄)
Qins arme anlände fortare än vad alliansen förväntat till Huangyang vilket möjliggjorde ett överraskningsanfall. Striderna varade i åtta dagar. Qin vann slaget och avrättade 130 000 av Wei's soldater och dränkte 20 000 av Zhao's soldater i Gula floden. Qins styrkor fortsatte mot Wei's huvudstad Daliang (dagens Kaifeng), men blev då erbjudna Nanyang i utbyte mot vapenvila, vilket Qin accepterade.